# Tullgarns kallvattenkälla

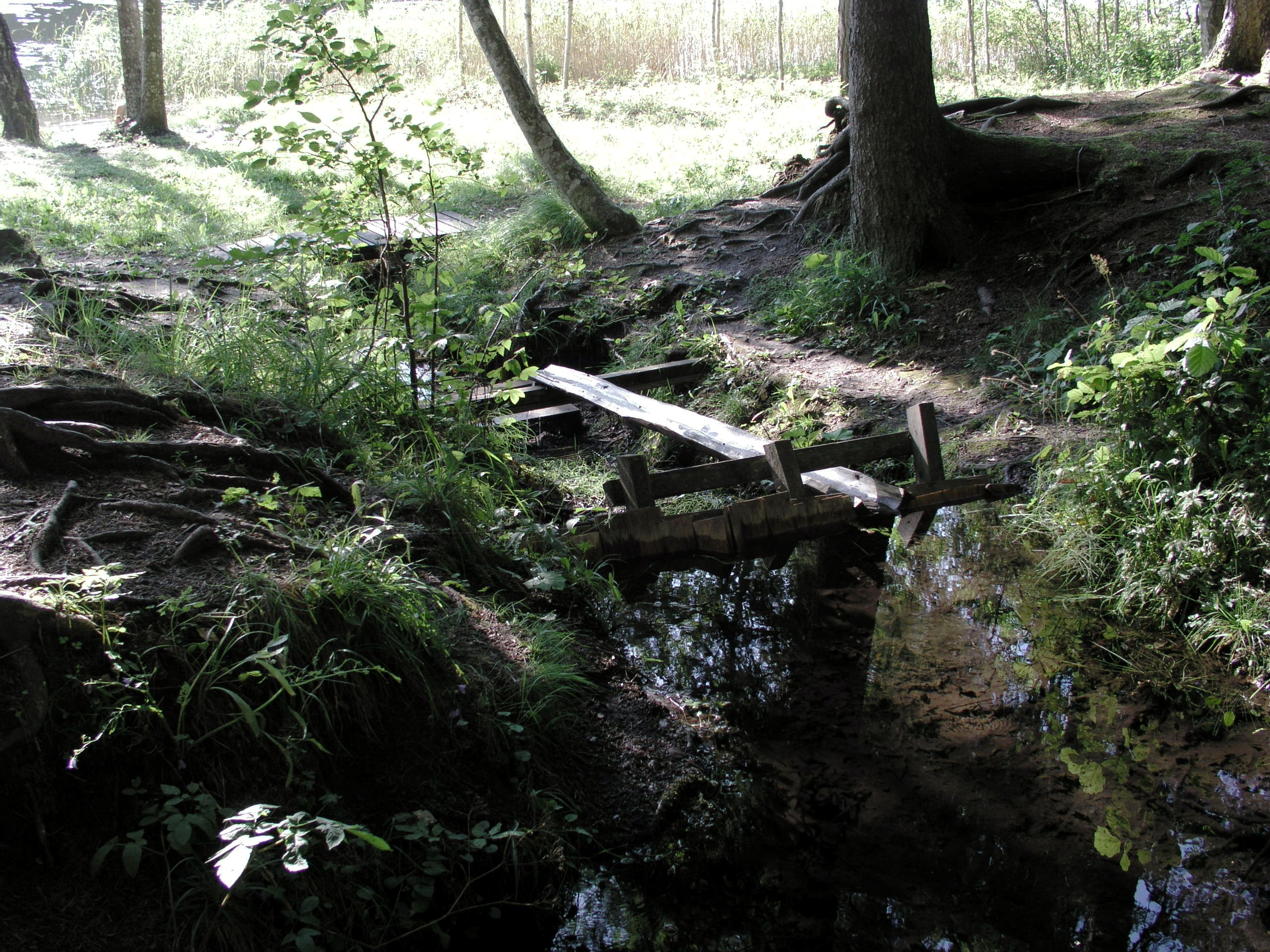
Tullgarns kallvattenkälla

Tullgarns kallvattenkälla även kallad Drottningkällan, är en vattenkälla belägen cirka fyra kilometer nord-nordväst om Tullgarns slott i Hölö socken i Södertälje kommun.